# 萊恩斯 (澳大利亞國會選區)
萊恩斯選區（英語：Division of Lyons）是澳大利亞塔斯馬尼亞州的下議院選區，位於州的中部和東部的郊野地區。面積35,721平方公里。塔州立法會設有同名選區，並與其範圍一致。
選區始於1984年。選區名紀念第十任總理約瑟夫·萊恩斯及其夫人、澳大利亞第一名女下議院議員及內閣閣員伊尼德·萊恩斯。是工黨和自由黨競爭的選區。自2016年起當區議員是工黨的Brian Mitchell。

## 议员
| 议员 | 议员        | 政党   | 任期          |
| ---- | ----------- | ------ | ------------- |
|      | 馬克斯·伯爾 | 自由党 | 1984年–1993年 |
|      | 迪克·亞當斯 | 工党   | 1993年 至今   |